# Betaburmesebuthus
Genre
Betaburmesebuthus est un genre fossile de scorpions de la famille des Palaeoburmesebuthidae.

## Distribution
Les espèces de ce genre ont été découvertes dans de l'ambre de Birmanie. Elles datent du Crétacé.

## Liste des espèces
Selon World Spider Catalog 20.5 :
- † Betaburmesebuthus bellus Lourenço, 2016
- † Betaburmesebuthus bidentatus Lourenço, 2015
- † Betaburmesebuthus fleissneri Lourenço, 2016
- † Betaburmesebuthus joergi Lourenço & Rossi, 2017
- † Betaburmesebuthus kobberti Lourenço & Beigel, 2015
- † Betaburmesebuthus muelleri Lourenço, 2015

## Publication originale
- Lourenço & Beigel, 2015 : « A new genus and species of Palaeoburmesebuthinae Lourenço, 2015 (Scorpiones: Archaeobuthidae) from Cretaceous amber of Burmese. » Beiträge zur Araneologie, vol. 9, p. 476–480.